# Gebroeders Wernik
Adolf en Willem Wernik waren twee Nederlandse vervalsers, actief aan het begin van de 20e eeuw. Ze probeerden zich te profileren in de antiekhandel en waren betrokken bij illegale activiteiten. Adolf en Willem, ondersteund door enkele familieleden, specialiseerden zich in het vervalsen van antiek en gebruikten hun achtergrond in de meubelmakerij en handel om geloofwaardige vervalsingen te maken. De familie raakte meerdere keren in opspraak door hun betrokkenheid bij vervalsingen van antieke voorwerpen, vervalste zilverbons en zelfs pogingen tot kwakzalverij.

## Levensloop van de familie Wernik
De familie Wernik kwam uit Haarlem. Ouders Hendrik en Cornelia Wernik kregen negen kinderen, waaronder Adolf en Wilhelmus (Willem), die later bekend werden door hun vervalsingen. Adolf, de oudste, verhuisde in 1899 naar Schiedam, waar hij zich vestigde als meubelmaker en later samen met Willem actief werd in de antiekhandel. Naast hun zakelijke ondernemingen raakten enkele Wernik-leden betrokken bij socialistische en anarchistische bewegingen, wat hen in conflict bracht met de autoriteiten.

## Loden plaquettes
In Nederlandse musea en privécollecties bevinden zich diverse antieke plaquettes die eer betonen aan illustere figuren uit het verleden, vaak versierd met familiewapens en Latijnse citaten. Op het eerste gezicht ogen deze objecten authentiek, maar het zijn vervalsingen, vervaardigd in het begin van de 20e eeuw door de Haarlemse broers Adolf en Willem Wernik.
De Wernik-broers begonnen rond 1911 met het maken van vervalste loden plaquettes, die als antieke herdenkingsobjecten werden aangeboden. Deze plaquettes dragen namen van historische figuren en zijn voorzien van een wapenschild en het Latijnse citaat “Auctoritate tua nobis opus est” – “Wij hebben uw gezag nodig.” Dit citaat versterkt de indruk dat de plaquettes officieel eer betonen aan voorname personen, een misleidende authenticiteit die werd versterkt door de grove gietvorm en het ingekraste handschrift.
De vervalsingen van de broers werden niet alleen verkocht aan particulieren, maar vonden ook hun weg naar musea en antiquairs, waardoor ze aanzienlijke verwarring veroorzaakten over de echtheid. In 1913 kwam hun werkwijze aan het licht toen een museumdirecteur een vervalsing herkende aan de hand van stijlkenmerken. Ondanks deze onthulling bleven de Werniks actief in de handel. Tot op de dag van vandaag worden deze vervalsingen, waarvan er inmiddels meer dan dertig bekend zijn, soms nog als echt beschouwd in collecties en bij veilingen.

## Publicatie
Het Gemeentearchief Schiedam vertelde hun verhaal naar aanleiding van het thema 'echt nep' tijdens de Maand van de Geschiedenis 2024. Het onderzoek naar de Werniks en hun activiteiten is in een kleine publicatie samengevat. Deze publicatie kreeg de titel ‘Leelijk bedrogen! De echte vervalsingen van de gebroeders Wernik’.